# Consulat général de France à Rio de Janeiro
Le consulat général de France à Rio de Janeiro est une représentation consulaire de la République française au Brésil. Il est situé sur l'Avenida Presidente Antônio Carlos, à Rio de Janeiro, dans l'État de Rio de Janeiro.